# 约翰·斯蒂尔
约翰·斯蒂尔（英語：John Steel，1972年10月27日—），新西兰男子游泳运动员。他曾代表新西兰参加1990年和1994年英联邦运动会游泳比赛，获得二枚银牌和一枚铜牌。他也曾参加1992年和1996年夏季奥运会。